# Sarscypridopsis aculeata
Sarscypridopsis aculeata är en kräftdjursart som först beskrevs av Costa 1847.  I den svenska databasen Dyntaxa används istället namnet Cypridopsis aculeata. Enligt Catalogue of Life ingår Sarscypridopsis aculeata i släktet Sarscypridopsis och familjen Cyprididae, men enligt Dyntaxa är tillhörigheten istället släktet Cypridopsis och familjen Cypridopsidae. Arten är reproducerande i Sverige. Inga underarter finns listade i Catalogue of Life.